# Sebastián Balsas
Sebastián Andrés Balsas Bruno (Montevideo, 5 marzo 1986) è un ex calciatore uruguaiano, di ruolo attaccante.

## Carriera
Nativo di Montevideo, cresce nel settore giovanile del Nacional (squadra di cui si dichiara tifoso) dovendo tuttavia interrompere la sua carriera già nel 2001 allorché la famiglia decise di trasferirsi a Saragozza, in Spagna, per lavoro. Tornato in Uruguay venne ingaggiato dal Liverpool, con cui però non esordì mai in prima squadra.
Nel 2007 passò al Racing riuscendo finalmente a giocare con continuità e contribuendo alla vittoria del campionato di seconda divisione. Rimane al Racing anche nella stagione seguente, la migliore nella storia del club che per la prima volta si qualificò per la Coppa Libertadores 2010. Nel 2009 passò, anche per motivi affettivi, al Nacional, facendo il suo esordio in Coppa Libertadores.
Nel 2010 si trasferì in Argentina con il San Lorenzo dove rimase un anno e mezzo collezionando 16 presenze e tre reti. Tornò quindi al Racing che, negli anni seguenti, lo girò in prestito al Córdoba, in Spagna, e all'Argentinos Juniors, in Argentina. Nel 2012 passò all'Independiente Rivadavia.
Dopo un breve ritorno in patria con il Racing, nel 2014 arriva in italia firmando per L'Aquila, in Lega Pro.

## Palmarès

### Club

#### Competizioni nazionali
- Campionato uruguaiano di seconda divisione: 1

Racing: 2007-2008